# Olsynium lyckholmii
Olsynium lyckholmii là một loài thực vật có hoa trong họ Diên vĩ. Loài này được (Dusén) Goldblatt miêu tả khoa học đầu tiên năm 1990.